# Víctor Manuel Mendoza
Víctor Manuel Mendoza Rodríguez (Tala, Jalisco, 19 de octubre de 1913-Ciudad de México, 19 de julio de 1995), conocido como Víctor Manuel Mendoza, fue un actor mexicano.

## Biografía y carrera

### Primeros años
Nació el 19 de octubre de 1913 en Tala, Jalisco, durante su juventud se trasladó a la Ciudad de México, para estudiar en la UNAM, aunado a sus estudios se dedica a vender aspiradoras de puerta en puerta, es así como llega a la casa de la señora Lina Boytler, esposa del entonces productor cinematográfico Arcady Boytler, esta quedó tan impactada con su presencia, que lo recomienda con su cónyuge para que lo incluyera en alguna de sus películas.

### Trayectoria actoral
Mendoza ingresó de lleno en el cine a los 24 años en Almas rebeldes (1937), cinta que también marcó el debut en cine del famoso director Alejandro Galindo, ese mismo año Boris Maicón le dio otro importante papel en Ojos tapatíos (1938), al lado de la actriz más importante de la época –Esther Fernández–. Su debut fue tan afortunado, que muy pronto le llegan sus primero roles estelares en cintas como Los bandidos de Río frío (1938) y Pescadores de perlas (1938).
En 1941 firmó para ser el villano antagonista de Jorge Negrete en la emblemática cinta Ay Jalisco no te rajes! (1941), el éxito de esta en Latinoamérica es tal que se prepara la secuela, pero ante la negativa de Negrete se contrata a un nuevo actor llamado Pedro Infante para sustituirlo en El ametralladora (1943), es ahí cuando surge una gran amistad entre los dos histriones que perdura hasta la muerte de Infante en 1957.
Su primer Ariel le llegó con la cinta Cuando lloran los valientes (1945) del joven realizador Ismael Rodríguez, mismo que le da el papel por el cual es más recordado –Luis Manuel García–, el poeta acaudalado que disputa el amor de su prima Lupita (Marga López) sobre sus primos José Luis (Abel Salazar) y Luis Antonio (Pedro Infante) en la película Los Tres García (1945) y su secuela Vuelven los García del mismo año.
En la carrera cinematográfica de Víctor Manuel Mendoza se destacan varios filmes que hizo con grandes directores de la época como Luis Buñuel quien lo dirigió en Susana, demonio y carne (1950) y Les orgueilleux (1953).

## Muerte
En 1995 mientras descansaba en su casa de Cuautla, Morelos, México, estuvo enfermo de un resfriado que se complica por la avanzada edad del actor, por lo que es trasladado a un hospital de la Ciudad de México, en donde muere el 19 de julio víctima de una neumonía.

## Filmografía
- ¿Pedro Infante vive? (1991)
- ¡Ay, Carmela! (1990)
- Cartel de la droga (1990)
- Historia de una mujer escandalosa (1984)
- La combi asesina (1982)
- Herencia de muerte (1981)
- El tren de la muerte (1979)
- Traigo la sangre caliente (1977)
- La otra virginidad (1975)
- El tigre de Santa Julia (1974)
- Lavanderita de río (1973)
- Las puertas del paraíso (1971)
- Aventuras de Juliancito (1969)
- El caballo bayo (1969)
- La soldadera (1967)
- Los hermanos Del Hierro (1961)
- La sombra del caudillo (1960)
- Más allá de Río Grande (1959, Estados Unidos) (título original The Wonderful Country)
- Cowboy (1958)
- Y si ella volviera (1957)
- Talpa (1956)
- Pueblo, canto y esperanza (1956)
- La doncella de piedra (1956)
- El túnel 6 (1955)
- María la Voz (1955)
- The Black Pirates (1954)
- El jardín del diablo (1954, Estados Unidos) (título original, "Garden of Evil")
- Los orgullosos (1953, Francia) (título original, "Les orgueilleux")
- Reportaje (1953)
- La extraña pasajera (1953)
- María del Mar (1952)
- Cartas a Ufemia (1952)
- Nunca debieron amarse (1951)
- Demonio y carne (1951)
- La tienda de la esquina (1951)
- Tacos joven (1950)
- Los olvidados (1950) (sin acreditar)
- Pasión jarocha (1950)
- Venus de fuego (1949)
- Tierra muerta (1949)
- La panchita (1949)
- Bamba (1949)
- Flor de caña (1948)
- Mi madre adorada (1948)
- ¡Vuelven los García! (1947)
- Los tres García (1947)
- Cuando lloran los valientes (1946)
- Pervertida (1946)
- Recuerdos de mi valle (1946)
- La mulata de Córdoba (1945)
- Los amores de un torero (1945)
- Cuando habla el corazón (1943)
- El Ametralladora (1943)
- Santa (1943)
- ¡Qué lindo es Michoacán! (1943)
- Simón Bolívar (1942)
- Águila roja (1942)
- ¡Ay Jalisco, no te rajes! (1941)
- Alma norteña (1939)
- Mientras México duerme (1938)
- Los bandidos de Río Frío (1938)
- Pescadores de perlas (1938)
- Rosa de Xochimilco (1938)
- Sangre en las montañas (1938)
- Ojos tapatíos (1938)
- Almas rebeldes (1937)

## Premios

### Premios Ariel
| Año  | Categoría             | Película                    | Resultado |
| ---- | --------------------- | --------------------------- | --------- |
| 1948 | Coactuación masculina | Cuando lloran los valientes | Ganador   |
| 1957 | Actor                 | Talpa                       | Ganador   |